# 白色凯尔西
白色凯尔西（法語：Quercy Blanc，法語發音：[kɛʁsi blɑ̃]），有时亦称白色凯尔西谷地（vallées du Quercy Blanc）或白色科斯（Causse blanc），是法国一个的传统地区，位于阿基坦盆地东北部。白色凯尔西位于历史上凯尔西的南部，横跨洛特和塔恩-加龙二省。 
该地区的岩石主要为浅色石灰岩，故得名“白色凯尔西”或“白色科斯”。